# امپراتور کونین
امپراتور کونین ((به ژاپنی: 光仁天皇 Kōnin-tennō)؛ چهل و نهمین امپراتور ژاپن بود.